# 羊太郎
羊太郎（ひつじたろう）は、日本の小説家である。

## 来歴
千葉県出身。大学受験の浪人の最中、受験勉強そっちのけでライトノベルを読み漁った。特に賀東招二の『フルメタル・パニック!』の面白さに感動したことから、ライトノベルの執筆を始めたと語っている。その後、一時期、漫画家を目指そうとしたものの、絵心がなかったため、社会人をやりながら作家を目指す。 2014年に『ニートなボクが魔術の講師になったワケ』が第26回ファンタジア大賞大賞を受賞して、受賞作を改題した『ロクでなし魔術講師と禁忌教典』でデビューした。ゲームや漫画などを始めとしたサブカル系全般が趣味だと話しており、特にネット上での知り合いから誘われたことから始めたTRPGにハマっていると話している。

## 作品リスト

### 小説
- 『ロクでなし魔術講師と禁忌教典』シリーズ（イラスト: 三嶋くろね、富士見ファンタジア文庫〈KADOKAWA〉） - 第26回ファンタジア大賞大賞受賞作品[5]
- 『ラストラウンド・アーサーズ』シリーズ（イラスト: はいむらきよたか、富士見ファンタジア文庫〈KADOKAWA〉）[6]
- 『古き掟の魔法騎士』シリーズ（イラスト: 遠坂あさぎ、富士見ファンタジア文庫〈KADOKAWA〉）[7]
- 『これが魔法使いの切り札』シリーズ（イラスト: 三嶋くろね、富士見ファンタジア文庫〈KADOKAWA〉）[8]

#### アンソロジー所収
- 『デート・ア・ライブ アナザールート』（原作：橘公司、富士見ファンタジア文庫〈KADOKAWA〉） - 「十香ダイエット」収録

### 漫画原作
- 『断罪の魔術狩り』（作画：梳久耶マヒル、月刊少年マガジン（講談社））
- 『ああ、生きているって素晴らしい』（ネーム：えびす・おおみね、スタジオ：大連拓思科技、ジャンプTOON（集英社））

## 映像化

### テレビアニメ
- 『ロクでなし魔術講師と禁忌教典』（2017年放映）[9]

### Webアニメ
- 『円満解決!閻魔ちゃん』（2020年 - 2022年）[10]